# 小林芳規
小林 芳規（こばやし よしのり、1929年〈昭和4年〉3月26日 - ）は、日本の言語学者（国語学）。学位は、文学博士（東京教育大学・論文博士・1970年）（学位論文「平安鎌倉時代における漢籍訓読の国語史的研究」）。広島大学名誉教授。日本学士院賞・恩賜賞受賞。文化功労者。勲三等旭日中綬章受章。
東洋大学文学部助教授、広島大学文学部教授、徳島文理大学文学部教授などを歴任。

## 概要
山梨県出身の国語学者である。角筆の文献による国語学の研究を行ったことで知られている。東京文理科大学を卒業後、東洋大学、広島大学、徳島文理大学にて教鞭を執った。1991年に日本学士院賞と恩賜賞を同時受賞し、2019年には文化功労者として顕彰された。

## 略歴
山梨県生まれ。東京文理科大学文理学部文学科国語学国文学専攻卒業。1957年東洋大学文学部専任講師、1959年助教授、1965年広島大学文学部助教授。1967年東京大学国語国文学会賞受賞。1970年「平安鎌倉時代における漢籍訓読の国語史的研究」で東京教育大学より文学博士の学位を取得。1972年広島大学文学部教授。1987年新村出賞受賞、1988年『角筆文献の国語学的研究』で角川源義賞受賞、1990年中国文化賞、1991年日本学士院賞・恩賜賞受賞。1992年広島大学を定年退官、名誉教授、徳島文理大学教授。2000年勲三等旭日中綬章受章、2002年徳島文理大学を退職。2019年文化功労者。

## 著書

### 単著
- 『新しい古典文法 古典の語法とその変遷』力書房 1954
- 『平安鎌倉時代に於ける漢籍訓読の国語史的研究』東京大学出版会 1967
- 『角筆文献の国語学的研究』汲古書院 1987
- 『角筆のみちびく世界 日本古代・中世への照明』中公新書 1989
- 『図説日本の漢字』大修館書店 1998
- 『角筆文獻研究導論』全4巻、汲古書院 2004-2005
- 『平安時代の佛書に基づく漢文訓讀史の研究』汲古書院

1. 敍述の方法　2011
2. 訓點の起源　2017
3. 初期訓讀語體系　2012
4. 中期訓讀語體系　2012
5. 後期訓讀語體系　2013
6. 傳承と傳播　2016
7. 變遷の原理　2017
8. 加點識語集覽　2018
9. 訓點表記の歴史　2019

- 『角筆のひらく文化史　見えない文字を読み解く』岩波書店、2014
- 『小林芳規著作集 第一巻　鎌倉時代語研究（上）』汲古書院（以下略）、2021-
- 『小林芳規著作集 第二巻　鎌倉時代語研究（下）』
- 『小林芳規著作集 第三巻　上代文獻の訓讀』
- 『小林芳規著作集 第四巻　國語史と文獻資料』
- 『小林芳規著作集 第五巻　文字・表記・音韻』
- 『小林芳規著作集 第六巻　文體・文法・語彙』

### 編著・校訂
- 梁塵秘抄総索引 神作光一、王朝文学研究会共編 武蔵野書院 1972
- 校注梁塵秘抄 神作光一共編 武蔵野書院 1972.9
- 新潮国語辞典 山田俊雄、築島裕共編 改訂 新潮社 1974
- 法華百座聞書抄総索引 武蔵野書院 1975
- 校註法華百座聞書抄 武蔵野書院 1976.2
- 中山法華経寺蔵本三教指帰注総索引及び研究 築島裕共編 武蔵野書院 1980.8
- 中山法華經寺藏本三教指歸注 築島裕共編 武藏野書院 1981.3
- 神田本白氏文集の研究 太田次男共著 勉誠社 1982.2
- 梁塵秘抄 武石彰夫と校注  新日本古典文学大系 岩波書店 1993.6

## 記念論集
- 国語学論集 小林芳規博士退官記念会 汲古書院 1992
- 国語学論集 小林芳規博士喜寿記念会 汲古書院 2006